# Policía Metropolitana de Quito
La Policía Metropolitana de Quito es una institución que responde al Gobierno Metropolitano de Quito a través de la Secretaría de Seguridad y Gobernabilidad, dentro del territorio del Distrito Metropolitano de Quito.

## Misión
La misión de la Policía Metropolitana de Quito es el de guiar el comportamiento ciudadano, basándose en las ordenanzas, reglamentos, normas y resoluciones planteadas por el Concejo Metropolitano.

## Visión
La Policía Metropolitana es una organización de naturaleza civil, de carácter técnico, uniformada y jerarquizada, encargada de controlar el ordenamiento y buen uso del espacio público y de circulación en el DMQ, orientar a la ciudadanía en normas de convivencia pacífica y apoyar a la gestión turística para permitir una segura y libre transitabilidad de la comunidad a fin de contribuir a la seguridad ciudadana, gobernabilidad y al mejoramiento de la calidad de vida en el DMQ.s.

## Historia
Según se tiene anotado en los libros del cabildo de la ciudad de Quito, a los pocos días de llegados los españoles y ya fundada la ciudad, se reúne un grupo formado por los más nobles o adinerados del pueblo y conformaban un cabildo abierto conocido también como "La Santa Hermandad"; la misma que seleccionaba de entre ellos a sus hombres más osados y valerosos, quienes armados con sus espadas hacían cumplir las leyes y se llamaban "Los  Espaderos".
Su vestimenta era común, se usaba la ropa de la época; y como eran los más nobles su ropa reflejaba la posición que estos tenían en la sociedad, utilizando modelos exclusivos importados desde Europa, con la última moda de Francia o Italia. Estas labores las realizaron durante mucho tiempo sin ninguna base legal.
Las funciones en esos tiempos eran las de:
- Administrar el trabajo de la ciudad: Eran quienes se encargaban del aseo de la ciudad controlando a quienes recogían la basura, donde debía realizarse el pastoreo de los animales y el expendio de las bebidas.

- Constituían tribunales de justicia: Al mismo tiempo que controlaban el orden y la seguridad, también eran quienes dictaban sentencia, es decir, tenían las funciones de lo que hoy se conoce como jueces o magistrados.

- Fijaban los precios de los productos de primera necesidad adecuándose a la economía del momento: Uno de los mayores mercados de la ciudad por esa época fue el Tiangues, ubicado en la Plaza de San Francisco, pero a pesar de que se mantenía el mecanismo del trueque, se controlaba que la venta de algunos productos no se realice a precios altos o exagerados.

- Orden público: No se permitía en aquella época que se realicen escándalos en las calles o carreras a vista y paciencia del público, debido a este control, más bien todo era callado, escondido, los problemas se realizaban al interior de las paredes.